# Kotoura
Kotoura (jap. 琴浦町 Kotoura-chō) – miasto w Japonii, na wyspie Honsiu, w prefekturze Tottori. Według danych na rok 2020 miejscowość zamieszkiwało 16 365 mieszkańców , a gęstość zaludnienia wyniosła 116,9 os./km².